# Николас Старгардт
Николас Старгардт (енгл. Edward Nicholas Raymond StargardtFRHistS је аустралијски историчар јеврејског порекла. Он је професор модерне европске историје на Универзитету у Оксфорду и туторски сарадник за историју на Магдален колеџу.
Старгардт јпотиче од оца немачко-јеврејског порекла и аустралијске мајке. Рођен је у Мелбурну, Аустралија, и живео је у Аустралији, Јапану, Енглеској и Немачкој. Школовао се на Хилс Роуд Шестом колеџу у Кембриџу и стекао диплому и докторат на Кингс колеџу у Кембриџу, где је остао на истраживачкој стипендији. Држао је предавање на Ројал Холовеју на Универзитету у Лондону, пре него што се преселио на Магдален колеџ 1999. године.  Универзитет му је 2011. године доделио титулу професора модерне европске историје. Тренутно је потпредседник Магдален колеџа.
Аутор је књиге „Немачка идеја милитаризма: Радикални и социјалистички критичари“ (1994), интелектуалне и политичке историје антимилитаристичких покрета у Немачкој пре Првог светског рата, и књиге „Сведоци рата: Животи деце под нацистима“ (2005), која је понудила прву друштвену историју нацистичке Немачке у Другом светском рату кроз очи деце. Његова књига из 2015. године, „Немачки рат“, истражује ставове немачких грађана током Другог светског рата. Књига је освојила награду ПЕН Хесел-Тилтман за 2016. годину.
Штаргардт се појављује као коментатор у серији BBC Four „Изгубљени кућни филмови нацистичке Немачке“ (такође приказана на Нетфликсу 2023. године).

## Лични живот
Старгардт има сина са колегиницом историчарком Линдал Ропер. Његова садашња партнерка је Фернанда Пири, професорка антропологије права на колеџу Сент Крос у Оксфорду.